# Santa Maria Mater Salutis
Santa Maria Mater Salutis era uma capela devocional que ficava no Vicolo del Corridoio (a moderna Via dei Corridori) no rione Borgo de Roma. Era dedicada a Virgem Maria sob o título de "Mãe da Salvação". Foi demolida na década de 1930 durante as obras de abertura da Via della Conciliazione. Sua localização exata é incerta.

## História
Esta pequena capela parece ter sido referenciada pela primeira vez num guia de Roma chamado "Corografia di Roma", publicado pela Tipografica delle Scienze em 1846, no qual ela aparece num itinerário pelo Borgo, mas sem nenhum detalhe adicional além de seu tamanho diminuto. No final do século XIX, Mariano Armellini a listou separadamente da capela vizinha de Santa Maria della Purità in Borgo. Nada mais se sabe sobre ela.
Por sua localização, ela deve ter sido destruída por volta de 1936 durante a demolição da Spina di Borgo para permitir a abertura da Via della Conciliazione.